# 宋诚之

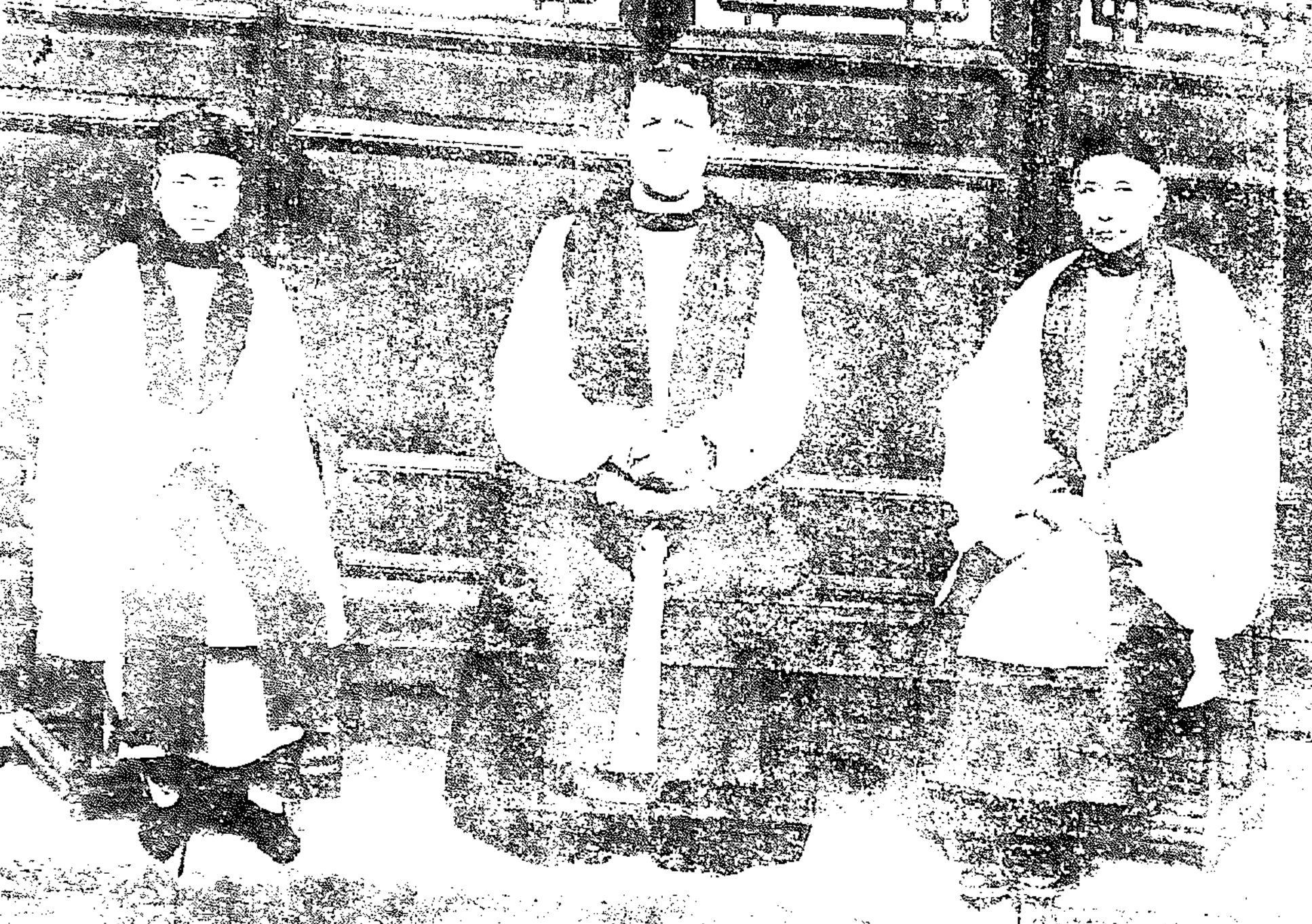
聖公會四川教區三會督1929年近影，從左至右分別為宋誠之、莫如德以及古壽芝。

宋诚之（1890年—1955年）是中华圣公会西川教区第二任主教。

## 生平
1892年出生于四川華陽縣（今属成都），毕业于华西协合大学，1927年按立。1929年6月29日在綿竹圣多马堂祝圣为华西教区辅理主教，1939年任西川教区主教。